# Raïon du Kalar
Le raïon du Kalar (en russe : Каларский район, Kalarski raïon) est un une subdivision administrative (raïon) du kraï de Transbaïkalie en Russie. Peuplé de 7393 habitants en 2022, il est réparti en 5 municipalités avec comme centre administratif la commune urbaine de Tchara. Il se situe à l'extrémité du kraï de Transbaïkalie, englobant le bassin de la Tchara. Il tient son nom d'une rivière; le Kalar.

## Géographie

### Caractéristiques
Le raïon du Kalar est le raïon le plus au nord du kraï de Transbaïkalie, en Sibérie orientale. Il est limitrophe des raïons du Toungir-et-Oliokma au sud-est et de Toungokotchen au sud-ouest faisant partie du kraï. De plus, il est frontalier à l'ouest du raïon de la Mouïa en Bouriatie, du raïon de Bodaïbo au nord de l'oblast d'Irkoutsk. Au nord-est, il est limitrophe de la république de Sakha avec le raïon d'Oliokminsk, à l'est sur une petite partie de l'okroug de Nerioungri et au sud-est il borde le raïon de Tynda qui fait partie de l'oblast de l'Amour.
L'extrémité nord est situé au point 58° 27′ N, 117° 49′ E, au plateau de Patom. Le point le plus au sud est lui aux coordonnées 55° 12′ N, 118° 14′ E, à la limite des bassins des rivières du Moyen Molka et de la Toundka, dans es monts de Kalakan. L'extrémité occidentale est-elle dans la vallée de la Vitim, au niveau de la confluence de la Parama dans la Vitim, au point 56° 38′ N, 115° 25′ E. Enfin, l'extrémité orientale est dans la chaîne nord de Dyryndra, aux coordonnées 56° 18′ N, 120° 31′ E. Il est long de 360 kilomètres du nord au sud, et de 320 km sur l'axe ouest - est.
La frontière avec le raïon de la Mouïa commence au sud du village de Bambouïka (en Bouriatie), et emprunte la rivière Vitim sur 210 kilomètres en direction du nord. Lorsqu'elle arrive dans les gorges de la Vitim, elle emprunte une vallée d'un ruisseau pour arriver sur la crête du Kodar. Elle longe la ligne de crête sur un axe plus ou moins ouest - est dans un premier temps, séparant les bassins de la Vitim au nord et de la Tchara au sud. Toujours en empruntant la crête, elle tourne vers le nord, puis sur une petite section vers l'ouest, avant de rencontrer la rivière Tchara. Cette section limitrophe de l'oblast d'Irkoutsk mesure 520 kilomètres. Ensuite, elle emprunte brièvement la Tchara, avant de repartir vers l'ouest, où elle rencontre le tripoint entre la Transbaïkalie, l'oblast d'Irkoutsk, et la Iakoutie. De là, elle longe la Iakoutie sur 200 kilomètres sur un axe nord-sud. Peu avant le village de Khani, elle rencontre le tripoint Transbaïkalie - Oblast de l'Amour - république de Sakha. Elle continue alors vers le sud sur 120 km, longeant l'oblast de l'Amour, en empruntant une crête des monts Kalar. Elle arrive à un moment à la rivière Mokla, qu'elle utilise en frontière. Elle part après avoir quitté la rivière vers le sud-est, puis remonte vers le sud-ouest, en atteignant à nouveau la Vitim. Cette dernière partie longe les raïons du Toungir-et-Oliokma sur 280 km et du raïon de Toungokotchen sur 180 km. Les frontières cumulées de la région font 1510 km,.

### Relief et hydrographie
Le raïon du Kalar se caractérise par une alternance dans le relief entre de vastes dépressions et des hautes crêtes de montagnes. Au nord, on retrouve le plateau de l'Oliokma-et-Tchara et celui de Patom, avec ensuite le massif de Kodar, avec dedans le pic BAM, haut de 3073 mètres, plus haut sommet du raïon et de la Transbaïkalie. Toujours dans ce massif se trouve Nitchatka (en), le plus grand lac de la Transbaïkalie, avec une superficie de 37,3 km2, et profond de 117 mètres, ainsi que de nombreux glaciers sur les sommets. Au sud de cette crête se trouve le bassin de la Tchara et celui de la Mouïa.

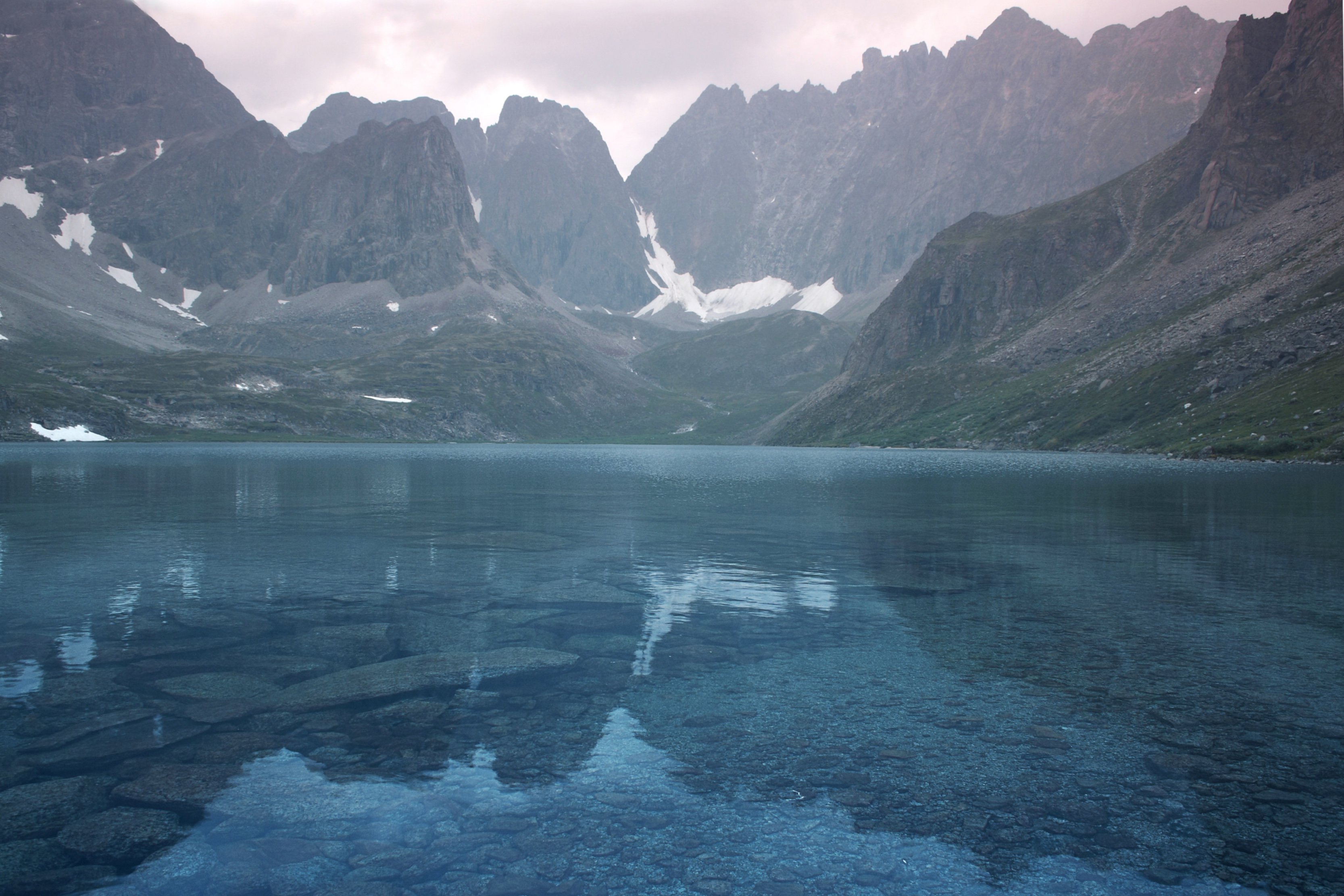
Lac Ouglovoïe.

Dans le bassin de la Tchara, où se trouve quasi toutes les localités se trouvent les sables de Tchara, le désert de sable le plus septentrional au monde. Il est cependant petit, long de 10 kilomètres et large de 4.
Au sud de ces grandes plaines se trouve la chaîne du Kalar (en), qui fait partie des hauts-plateaux Stanovoï (en). À l'extrémité ouest s'articule avec le Kalar la chaîne d'Oudokan (en), où se trouve la plupart des anciens volcans, qui sont nés à cause du rift Baïkal. À l'extrême-sud se trouve la chaîne du Kalakan (ru), faisant en partie office de frontière.
Les principales rivières du territoire sont la Tchara, la Vitim, et de nombreuses autres rivières (le Kalar, la Kouanda, la Sioulban), tous faisant partie du bassin de la Léna.

### Climat
Le climat du raïon est fortement continental, avec des hivers longs, rigoureux, mais secs et ensoleillés. L'été est lui court, doux, et le vent ne souffle que peu dans le raïon. Les parties montagneuses ont elles un climat plus rude; un climat montagnard. La température moyenne annuelle en plaine est de -5 à -7°C, et jusqu'à -12°C dans les crêtes.
En juillet, les températures moyennes sont de 14 à 16°C, avec un absolu à 36°C. La nuit, cela oscille entre 8 et 12°C, mais avec parfois des chutes sous les 0°C. En janvier, la température moyenne varie de -28,4 à -37,5°C, avec un absolu à -64°C. L'étendue entre les deux absolus est égal à 100, et pour les précipitations, elles varient de 410 mm en plaine à Tchara jusqu'à 750 mm dans la crête de Kodar à 1500 m d'altitude. La couverture de neige est de 19 à 20 cm en hiver.

### Géologie
Le sol du raïon du Kalar possède d'importantes réserves minérales, dont le gisement de cuivre d'Oudokan et celui de Tchina. Au gisement Katouguinskoïe, 708 millions de tonnes de réserves de métaux rares ont été estimées, dont des métaux comme le tantale, le zirconium, l'uranium, le thorium ou bien des terres rares. Il y a aussi le gisement de synnyrites (un type de syénites) de Sakoukan dans le raïon. De l'or a aussi été trouvé, et le sable, le calcaire et l'argile y sont exploités. Deux gisements; ceux Apstaksi et Tchitkandinski, sont exploités pour leurs réserves de charbon.
Les sols sont pauvres en humus, à cause de l'omniprésence du pergélisol sur l'ensemble du territoire, et en plaine et en vallée, les podzols sont répandus sous les 1400 mètres d'altitude. Il y a aussi des sources minérales, surtout au pied des volcans éteints de la chaîne d'Oudokan (Akou, Tchepe, Oudokanskoïe), et dans les Kodar.
Le territoire possède une forte sismicité à cause de sa localisation dans le rift Baïkal.

### Faune et flore
La taïga abrite de nombreuses espèces comme le carcajou, le cerf élaphe, le chevreuil, le loup, le lynx boréal, l'ours brun, le sanglier ou le wapiti et les zibelines. Chez les oiseaux, on compte des grands tétras, des tétras lyre, des canards, des cygnes, des oies, etc. En haute montagne, on retrouve le porte-musc de Sibérie, la marmotte du Kamtchatka, la perdrix des neiges et bien plus rarement des tétras de Sibérie.On recense aussi des Ochotona princeps et des lièvres.
Il y a 17 espèces d'oiseaux qui sont protégés dans le raïon, avec le plongeon arctique, le butor étoilé, l'oie des moissons, le cygne chanteur, le cygne de Berwick, le canard à faucilles, l'arlequin plongeur, le balbuzard pêcheur, l'aigle criard, la grue cendrée et la grue moine, le courlis cendré, corlieu, et de Sibérie, le barge à queue noire, le bruant à sourcils jaunes et le bruant auréole.
Parmi les poissons, on peut observer des taimens de Sibérie, des ombres ou bien des Brachymystax. Il y a aussi des ombles chevaliers, des ménominis ronds, des Coregonus tugun, des brochets, des gardons, des vandoises, des carassius, des perches, etc. Dans la région, il y a aussi énormément d'insectes, comme les taons ou les tiques de la taïga. On retrouve aussi des rats musqués et des loutres dans et autour des milieux aquatiques. Il y a des salamandres de Sibérie et des grenouilles de Khabarovsk chez les reptiles.
La flore est représentée par la taïga de Sibérie orientale, qui caractérise toute la région. Ici, les sols sont recouverts de lichens des rennes, de fondrière de mousse et de bouleaux nains. Les forêts sont elles faites de mélèzes de Sibérie, de pins de Sibérie et de Betula utilis. Il y a aussi des mélèzes de Dahurie, des aulnes noirs, des épicéas de Sibérie, des Populus suaveolens, d'autres peupliers, mais aussi le Betula fruticosa, le Duschekia fruticosa, le bouleau verruqueux, le tremble, le pin sylvestre, etc.
On retrouve des chèvrefeuilles bleus, des Cassiope tetragona, de nombreux Carex, des Saxifraga spinulosa et des Salix saxatilis. Il y a des potentilles frutescentes sur le raïon, des lichens comme le Flavocetraria nivalis et l'Alectoria ochroleuca.
de la flore sur le livre rouge du kraï de Transbaïkalie, on trouve l'Atragene ochotensis, des Oxytropis sylvatica, des fougères comme la Dryopteris fragrans, des arbustes et plantes comme des églantiers, des frênes, reine-des-prés, des sorbiers, des Aquilegia amurense et des rhododendrons comme les Rhododendron aureum. En tout, sur le raïon du Kalar, il y a 47 espèces de plantes supérieures inscrites à ce livre rouge, 19 lichens, 3 champignons. Il y en a aussi 13 inscrites au livre rouge de la Russie.

Paysages du raïon :
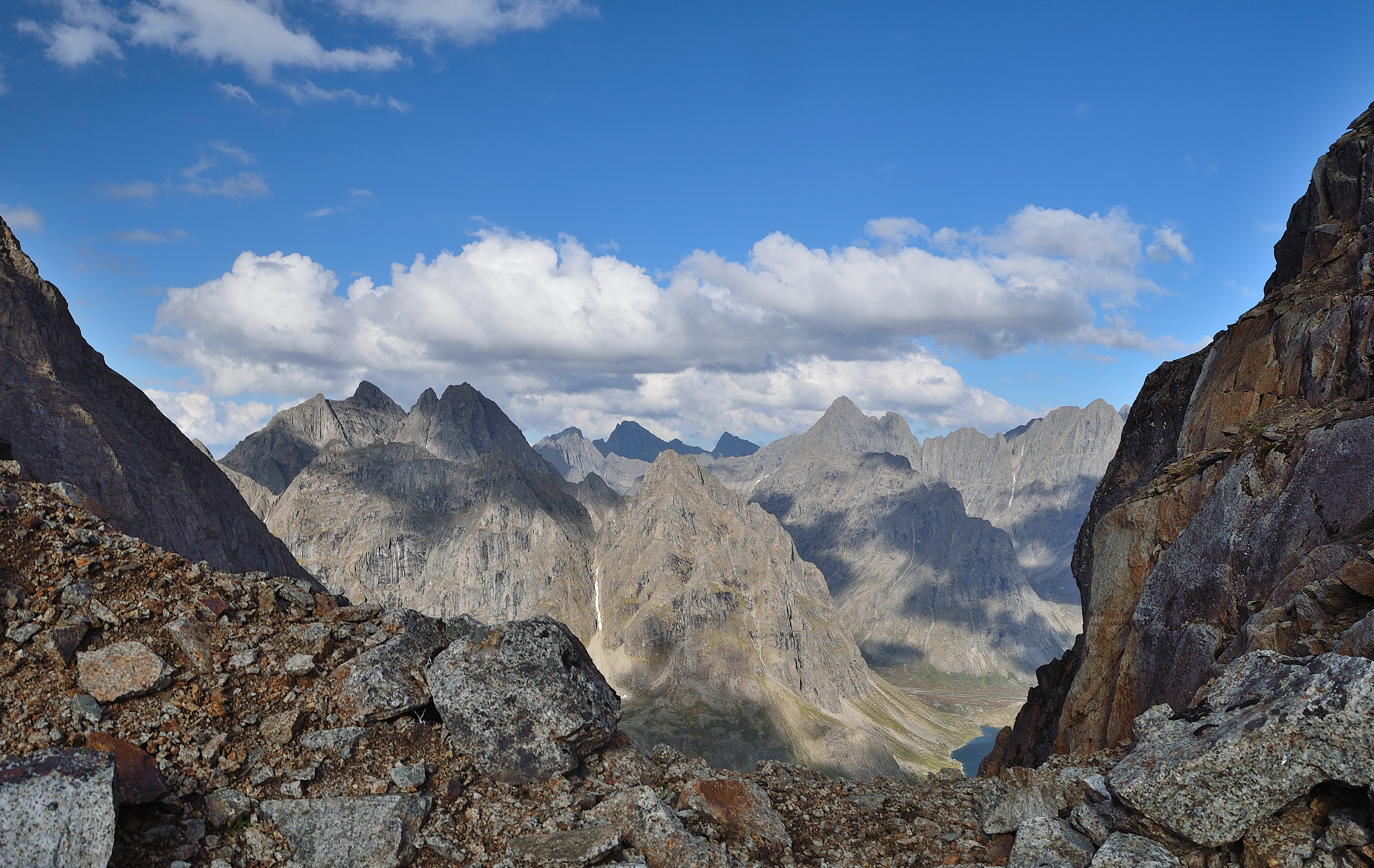
Dans les Monts Kodar.
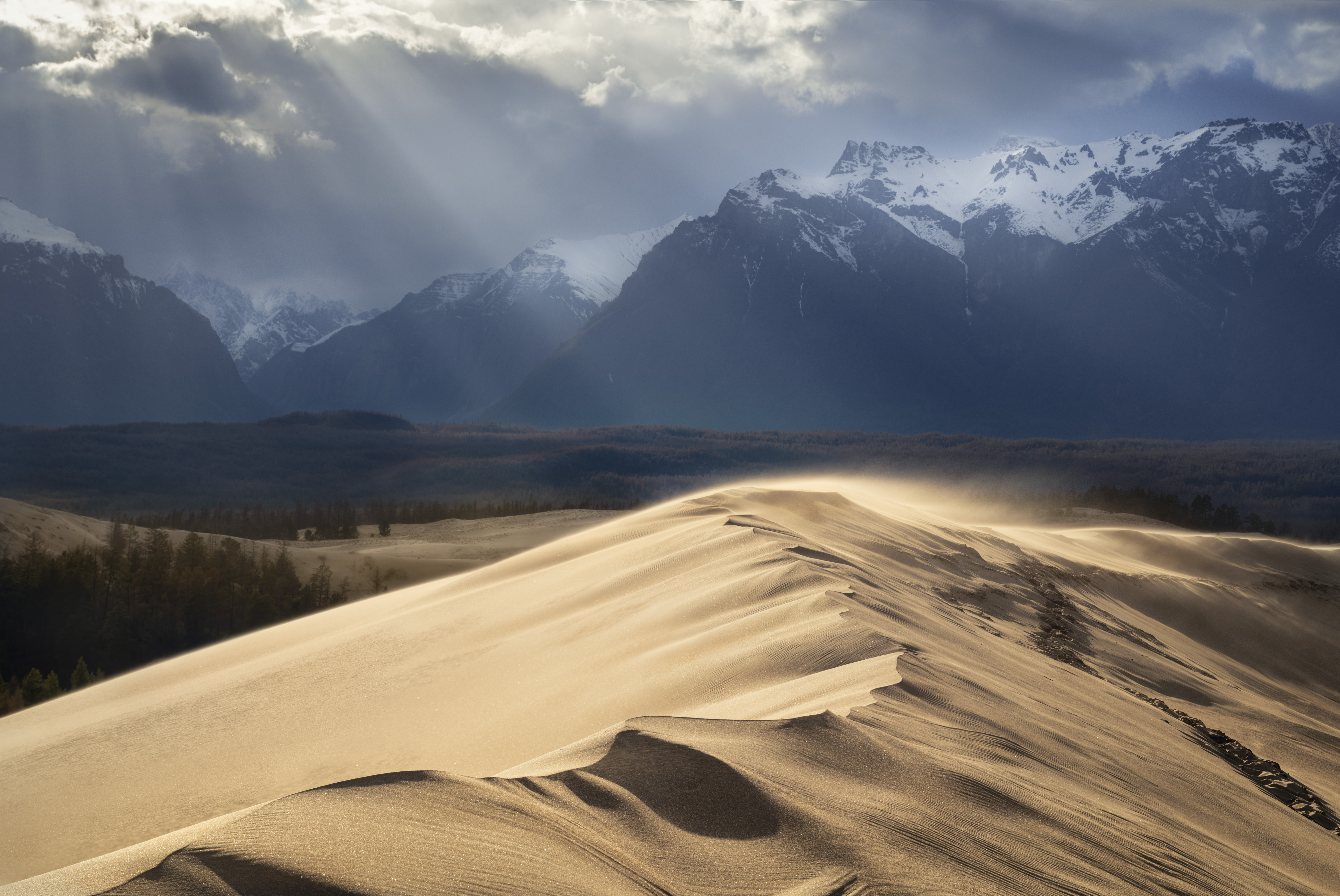
Sables de Tchara.
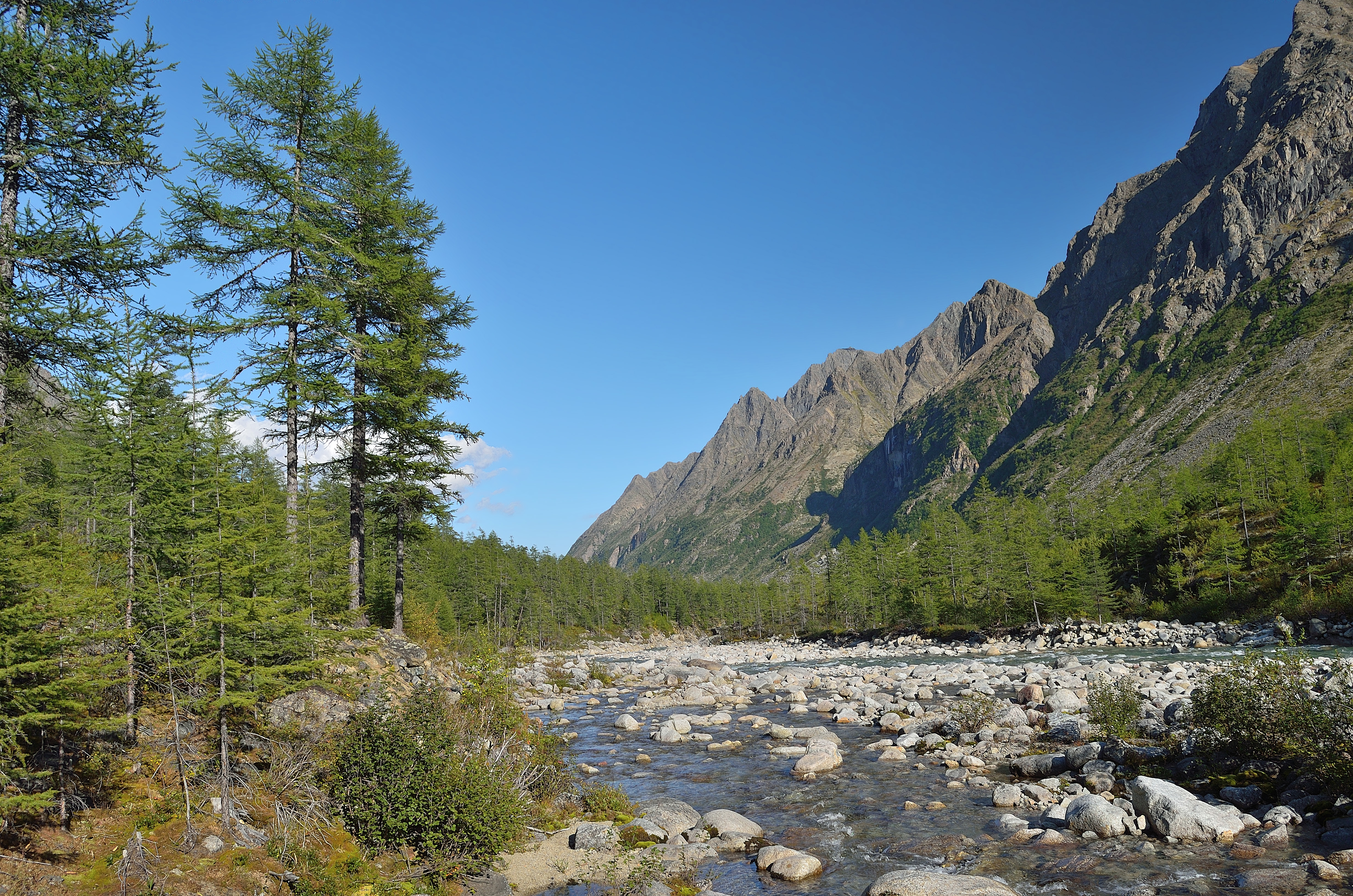
Rivière Sakoukan.
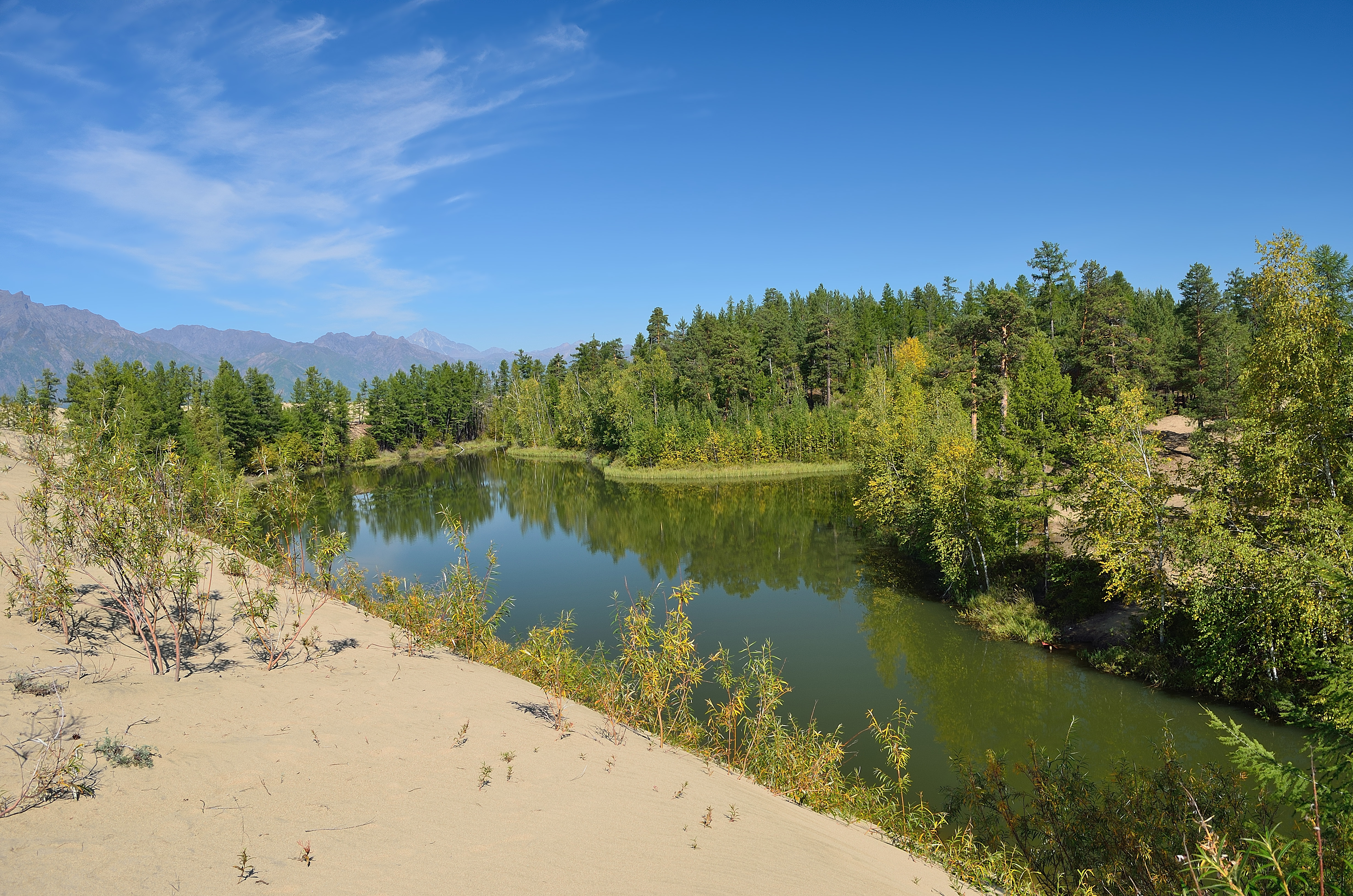
Lac Aliounouchka.

## Histoire
Dans les dépressions intermontagneuses, des sites préhistoriques ont été retrouvés, datant d'il y à 2 à 3 mille ans, comme le site de Zarod, celui des sables de Tchara, celui de la Vitim et le sanctuaire de Kegueï. Au sites d'Imalyk 1 et 2, on a retrouvé des pétroglyphes, et au site du Bas Jilinda se trouvent des sites archéologiques datant d'il y a 8 000 ans et découverts en 1977 et 1978. Dans ce site a été aussi découverte une sépulture avec un corps de cette époque,.
Le 15 décembre 1929, le raïon du Kalar est formé, et à partir du 26 septembre 1937, le raïon est intégré à l'oblast de Tchita. Le chef-lieu est jusqu'en 1931 Prïsk, avant de devenir Kioust-Kemda. Le 12 janvier 1932, Tchara en devient le centre administratif. Le 2 septembre 1938, il est formé avec ses frontières actuelles.
En 1939, un aérodrome à Tchara a été ouvert.
Pendant la période soviétique, un camp de travail pénitentiaire a été créé pour l'exploitation d'uranium dans la gorge de marbre, le Borlag, en lien avec le programme nucléaire soviétique.
Le 24 juillet 2020, le raïon municipal qu'était le raïon depuis 2006 est devenu un okroug municipal sous le nom d'okroug municipal du Kalar, et le centre administratif est devenu Novaïa Tchara à la place de Tchara.

## Politique et administration
Le raïon possède un soviet de 15 députés, devant avoir au minimum 21 ans, qui sont élus tous les 5 ans au scrutin mixte. 10 députés sont élus au scrutin proportionnel, tandis que 5 sont élus au scrutin majoritaire dans 5 circonscriptions. Les dernières élections, qui ont eu lieu le 12 juin 2020, ont eu un taux de participation de seulement 24%. Le parti communiste a obtenu 6 sièges, Russie juste en a obtenu 2, 4 pour Russie unie et deux pour le parti libéral-démocrate, avec aussi un indépendant. Jusqu'au 31 décembre 2022, le chef de l'okroug municipal, élu par le soviet, était Klimovitch Sergueï Alexandrovitch, avant qu'il annonce sa démission le 13 décembre pour le 31 suivant.

Composition du Soviet depuis 2020.

La cheffe est actuellement par intérim Korbout Natalia Mikhaïlovna depuis le 9 janvier 2023, et le successeur sera élu le 28 mai par le soviet.
Le président du soviet est Gromov Arkadi Vladimirovitch, membre de Russie juste,.
Jusqu'au 24 juillet 2020, il y avait 5 municipalités et un territoire intercommunal, avant que le raïon en récupère les compétences, dissolvant au passage toutes les municipalités qui existaient alors:

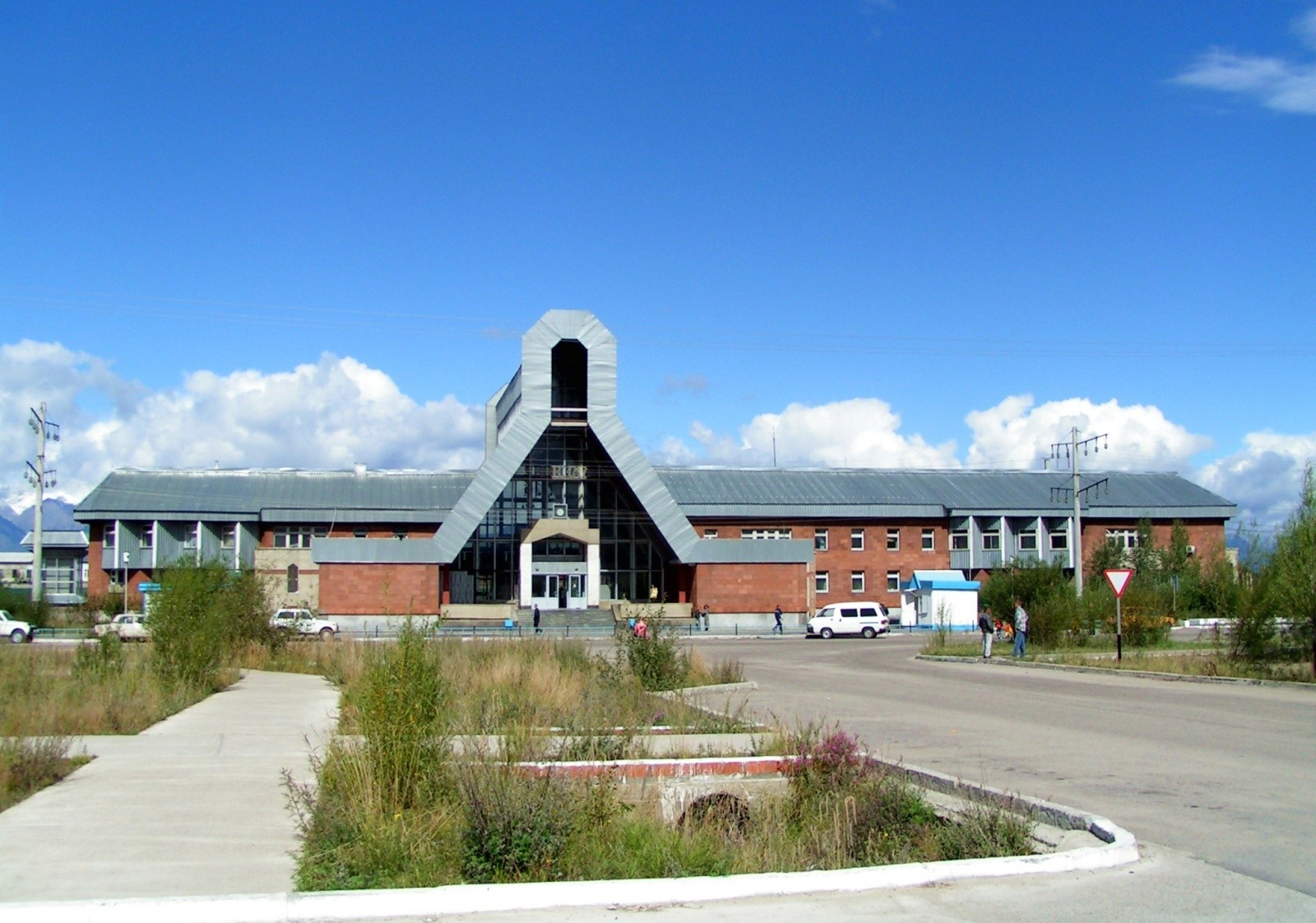
Gare de Novaïa Tchara.

| Anciennes municipalités (jusqu'au 24 juillet 2020) | Anciennes municipalités (jusqu'au 24 juillet 2020) | Anciennes municipalités (jusqu'au 24 juillet 2020) | Anciennes municipalités (jusqu'au 24 juillet 2020) | Anciennes municipalités (jusqu'au 24 juillet 2020) | Anciennes municipalités (jusqu'au 24 juillet 2020) |
| Nom                                                | Municipalité                                       | Centre administratif                               | Nombre de localités                                | Population Recensement 2021                        | Superficie (km²)                                   |
| Établissement urbain                               | Établissement urbain                               | Établissement urbain                               | Établissement urbain                               | Établissement urbain                               | Établissement urbain                               |
| -------------------------------------------------- | -------------------------------------------------- | -------------------------------------------------- | -------------------------------------------------- | -------------------------------------------------- | -------------------------------------------------- |
| 1                                                  | Novotcharskoïe                                     | Novaïa Tchara                                      | 2                                                  | 3875                                               | 141.8                                              |
| Établissements ruraux                              |                                                    |                                                    |                                                    |                                                    |                                                    |
| 2                                                  | Ikabinskoïe                                        | Ikabia                                             | 1                                                  | 354                                                | 14.6                                               |
| 3                                                  | Kouandinski                                        | Kouanda                                            | 2                                                  | 1464                                               | 718.4                                              |
| 4                                                  | Novotcharskoïe                                     | Tchapo-Ologo                                       | 1                                                  | 142                                                | 34,9                                               |
| 5                                                  | Tcharskoïé                                         | Tchara                                             | 2                                                  | 1780                                               | 15.8                                               |
| Territoire intercommunal                           |                                                    |                                                    |                                                    |                                                    |                                                    |
|                                                    | Territoire intercommunal                           | Sous la juridiction du raïon                       | 1                                                  | 53                                                 |                                                    |

| Liste des localités du raïon | Liste des localités du raïon | Liste des localités du raïon | Liste des localités du raïon |
| Localités                    | Type                         | Municipalités                | Population Recensement 2021  |
| ---------------------------- | ---------------------------- | ---------------------------- | ---------------------------- |
| Ikabia                       | Village ferroviaire          | Ikabinskoïe                  | 362                          |
| Kouanda                      | Village ferroviaire          | Kouandinski                  | 1394                         |
| Kioust-Kemda                 | Village                      | Tcharskoïé                   | 187                          |
| Neliaty                      | Village                      | Kouandinski                  | 46                           |
| Novaïa Tchara                | Ville                        | Novotcharskoïe               | 4238                         |
| Sredni Kalar                 | Village                      | Territoire intercommunal     | 53                           |
| Oudokan                      | Village                      | Novotcharskoïe               | 102                          |
| Tchapo-Ologo                 | Village                      | Novotcharskoïe               | 128                          |
| Chara                        | Village                      | Tcharskoïé                   | 1594                         |

## Démographie
En 2016, sur les 8253 habitants, 501 étaient Evenks, la grande majorité restante étant Russe.
Recensements et estimations de la population,:
| 1959* | 1970* | 1979* | 1989*  | 2002* | 2010* | 2011  | 2012  |
| ----- | ----- | ----- | ------ | ----- | ----- | ----- | ----- |
| 2 156 | 2 203 | 4 681 | 20 942 | 9 785 | 9 051 | 9 023 | 8 804 |

| 2013  | 2014  | 2015  | 2016  | 2017  | 2018  | 2019  | 2020 |
| ----- | ----- | ----- | ----- | ----- | ----- | ----- | ---- |
| 8 570 | 8 383 | 8 306 | 8 253 | 8 160 | 8 018 | 7 815 | 600  |

| 2021* | 2022  | - | - | - | - | - | - |
| ----- | ----- | - | - | - | - | - | - |
| 7 614 | 7 393 | - | - | - | - | - | - |

| Année | Nombre de naissances | Taux de natalité | Nombre de décès | Taux de mortalité | Solde naturel | Variation naturelle | Nombre d'arrivées | Nombre de sorties | Croissance migratoire |
| ----- | -------------------- | ---------------- | --------------- | ----------------- | ------------- | ------------------- | ----------------- | ----------------- | --------------------- |
| 2010  | 126                  | 13,9             | 118             | 13,0              | 8             | 0,9                 | 149               | 266               | -117                  |
| 2011  | 133                  | 14,9             | 104             | 11,7              | 29            | 3,2                 | 142               | 390               | -248                  |
| 2012  | 124                  | 14,3             | 119             | 13,7              | 5             | 0,6                 | 207               | 446               | -239                  |
| 2013  | 135                  | 15,9             | 82              | 9,7               | 53            | 6,2                 | 265               | 505               | -240                  |
| 2014  | 114                  | 13,7             | 81              | 9,7               | 33            | 4,0                 | 401               | 511               | -110                  |
| 2015  | 117                  | 14,1             | 77              | 9,3               | 40            | 4,8                 | 390               | 483               | -93                   |
| 2016  | 99                   | 12,1             | 78              | 9,5               | 21            | 2,6                 | 366               | 480               | -114                  |
| 2017  | 93                   | 11,5             | 79              | 9,8               | 14            | 1,7                 | 379               | 535               | -156                  |
| 2018  | 94                   | 12,0             | 69              | 8,8               | 25            | 3,2                 | 306               | 534               | -228                  |

## Économie

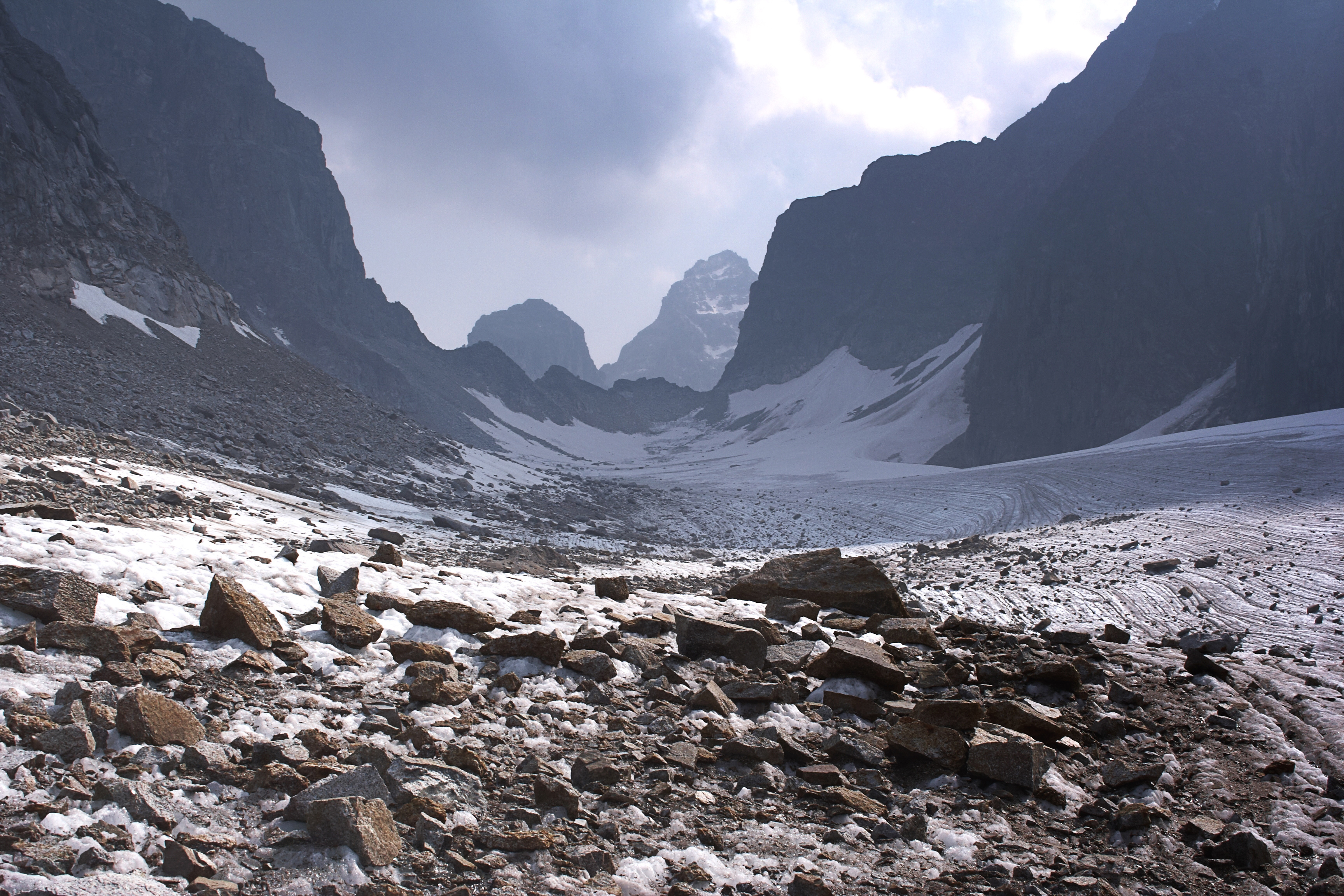
Glacier Azavoï dans les Kodar.

Le secteur minier est sans aucun doute la principale activité économique de la région. Le cuivre est exploité à Oudokan et à Tchina. 708 millions de tonnes de réserves de métaux rares (tantale, zirconium, terres rares, etc.) ont été estimées au gisement Katouguinskoïe, et à celui de Sakoukan, la syénite est exploitée. Les gisements Apstaksi et Tchitkandinski sont exploités pour leur charbon, et on trouve aussi de l'or dans la région. Le gisement Apstaksi a fourni 1000 milliers de tonnes de charbon en 2019, contre seulement 383,5 milliers en 2016, soit une multiplication par 3 de la production en 2 ans.
Le taux de chômage dans la région s'élevait fin 2018 à 1,6%, tandis que le salaire était de 61,67 milliers de roubles soit 151% de la moyenne transbaïkale, en grande partie grâce au secteur minier. Sur les 3540 personnes travaillant en 2018, 65% de la population travaillait en 2018 (soit 2305 personnes) dans le secteur public, et 35% dans le privé avec 1235 personnes. Le premier secteur d'emploi est les chemins de mer, avec 1163 personnes, soit 35% de tous les travailleurs. 11% des travailleurs sont employés dans le secteur minier.
L'agriculture est très limitée en raison des conditions climatiques, et se restreint à quelques petites exploitations de céréales près des villages, et des champs privés de subsistance de pommes de terres et de légumes. L'élevage avait lui en 2019 123 têtes de bovins, dont 48 vaches, ainsi que 148 porcs. En 2016, le secteur agricole a produit 13 millions de roubles, dont 68% dans l'élevage et 32% avec les cultures. En 2018, ce produit s'élevait à 14,6 millions de roubles. Il y a aussi des fermes de rennes, avec 3948 têtes début 2019. On trouve aussi des pâtisseries, des confiseries, et de papiers en lien avec la sylviculture.
En 2019, le raïon a exporté 3494,5 millions de roubles de marchandises, dont 2954,9 millions de produits miniers. Il y avait aussi 8,3 millions de roubles de l'industrie, dont 7,7 de l'industrie de pâte à papier, et 0,6 million liés à l'énergie.
Au 1er janvier 2018, il y avait 68 PME dans la région, employant 361 personnes (10,3 % des travailleurs), pour un produit généré de 270,0 millions de roubles.

### Transports
La principale artère de transport est la magistrale Baïkal-Amour, qui traverse le raïon d'ouest en est sur 330 kilomètres. Il y a aussi depuis les années 2000 une ligne entre Novaïa Tchara et Tchina pour transporter les produits miniers. Des avions An-24 et An-26 font la liaison entre l'aérodrome de Tchara et l'aéroport de Tchita.
Le réseau routier est très faible pour la taille du raïon, avec 592,1 kilomètres de voies publiques, dont 65 kilomètres cumulés pour les routes d'importance régionale Tchara - Oudokan, Tchara - Tchapo-Ologo et Tchara - Apsat. Toujours dans ces 500 km de routes, il y a 109,5 km gérés par les localités et 417,6 gérés par le raïon. Il y a en plus de ce réseau 387,8 km de pistes, possédées par personne et donc sans aucun entretien. Parmi ces pistes se trouvent celles longeant le BAM, celle de Novaïa Tchara à Tchina. En hiver, une route d'hiver relie le réseau routier à Neliaty et à Sredni Kalar.

### Tourisme
Le tourisme fait partie de la stratégie de développement du raïon, grâce à ses espaces naturels peu touchés voire vierges. Le raïon dispose du parc national de Kodar et de la réserve (zakaznik) du Sakoukan, et une réserve régionale devrait être créée dans le centre-sud nommée Ingamaki dans les prochaines années. Dans le parc national se trouvent les sables de Tchara, uniques pour leur emplacement, et il y a aussi des glaciers et des volcans éteints.
Le tourisme est surtout pratiqué actuellement dans le cadre d'excursions en groupe dans la zone, que ce soit en 4x4 ou à pied. Mais la non-régulation de certaines pratiques engendrent des conséquences sur l'environnement. Une agence de tourisme du raïon a été mise en place, qui a créé 12 circuits pédestres et 9 circuits fluviaux. Mais il reste cependant de niche, avec moins de 500 visites en 2017 sur le territoire, surtout à cause du manque de développement d'infrastructures liées au tourisme, que ce soit l'hébergement plus ou moins inexistant ou la difficulté d'accès.